# Ingemar Beiron
Ingemar Beiron, född 4 juni 1946 i Göteborg, död 26 november 2016 i Lugnås, var en svensk ingenjör, skulptör och författare.
Beiron växte upp i Göteborg men flyttade till Mariestad som 15-åring. Han studerade vid Chalmers tekniska högskola med examen 1967. Han återvände senare till Mariestad där han fick anställning på Svetsbolaget Conrad & Co och kom senare att bli delägare i bolaget. Han var engagerad i driften av Qvarnstensgruvan Minnesfjället i Lugnås. 
Som skulptör jobbade han ofta i svetsat stål, och står bakom ett flertal konstverk i Skaraborg.

## Bilder

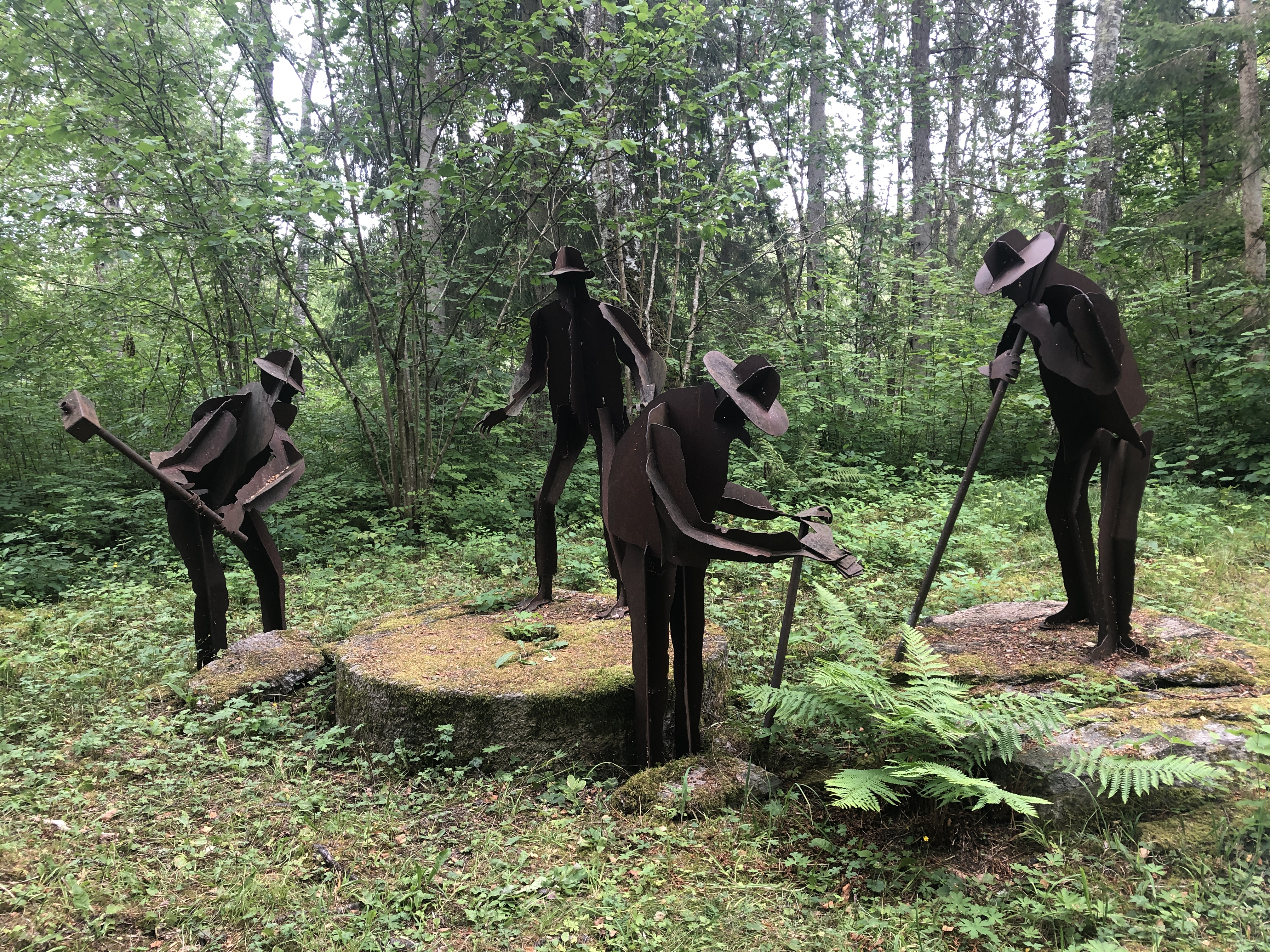
En kvarnstens födelse, vid Minnesfjället
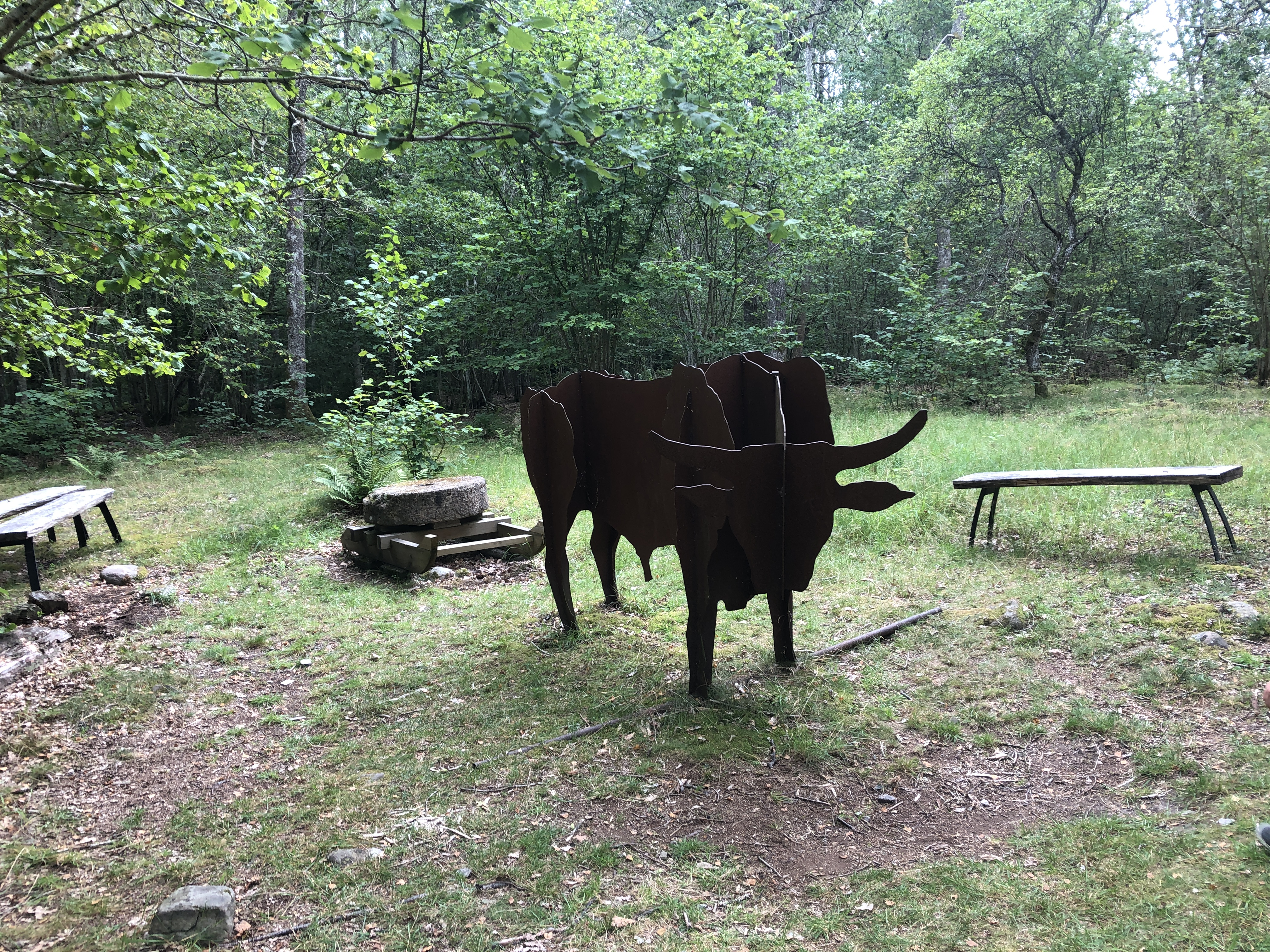
Oxe med kvarnsten vid Minnesfjället
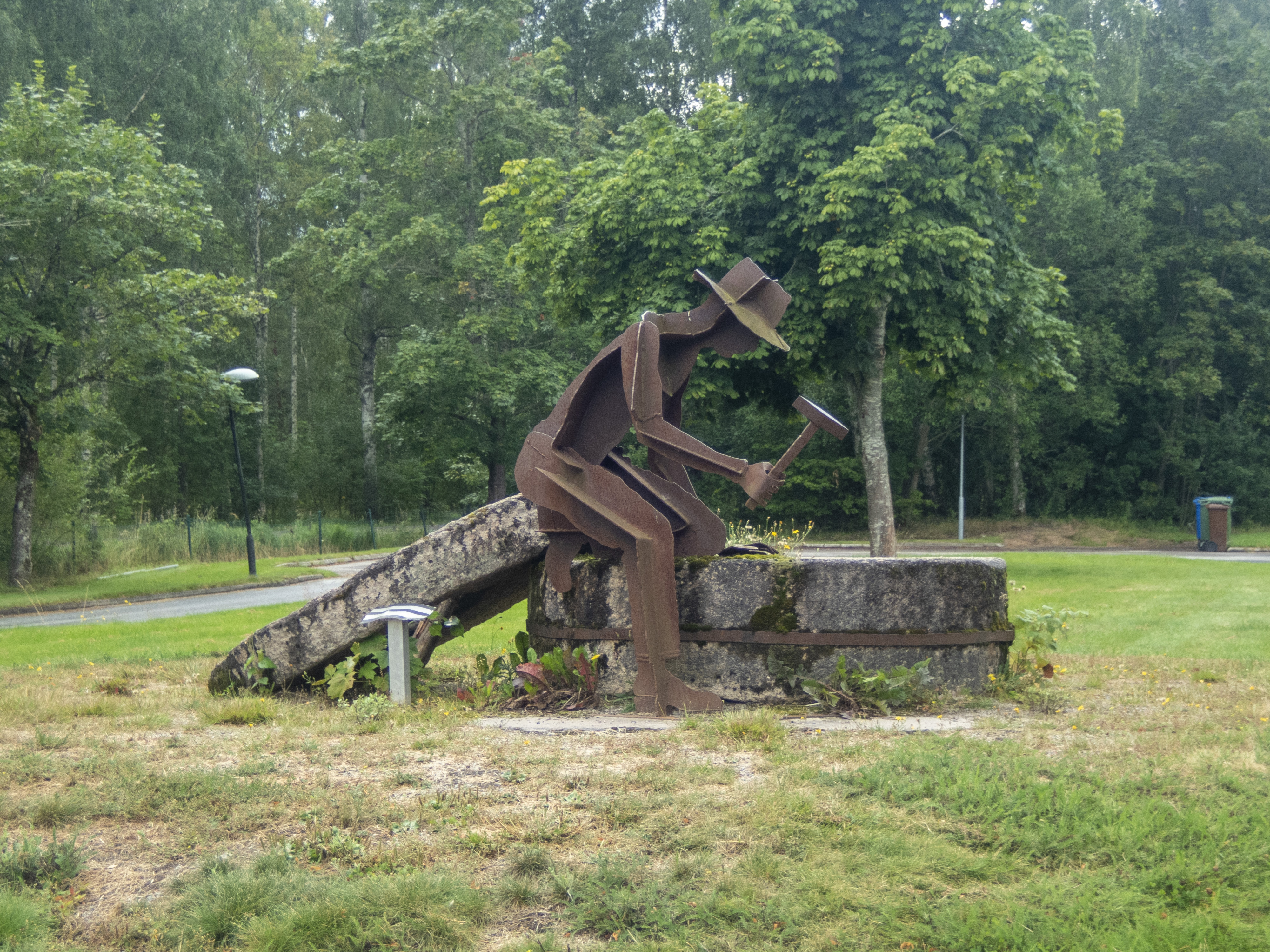
Kvarnstenshuggare i Lugnås
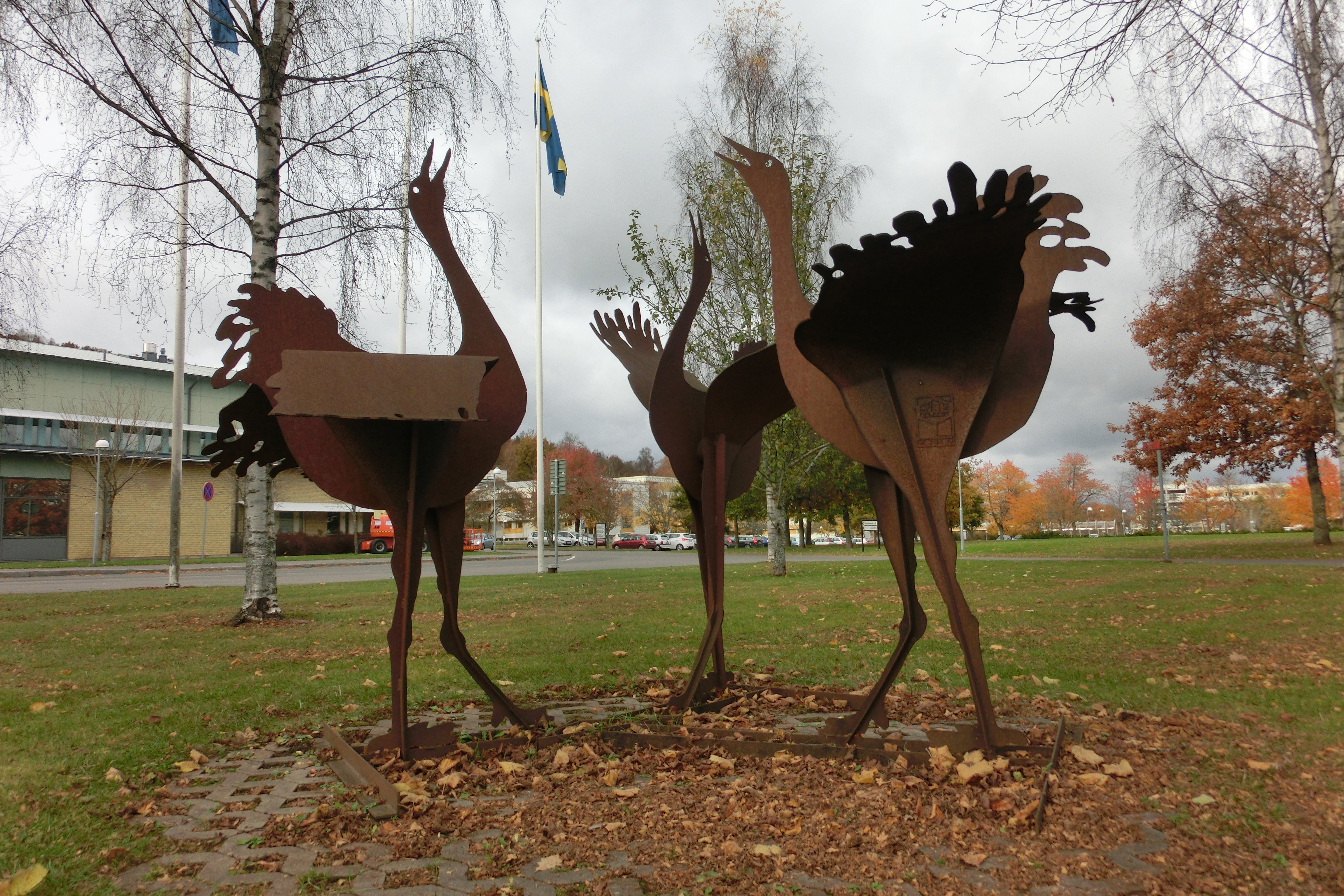
Dansande tranor vid Falköpings sjukhus